# Yana Stadnik
Pour les articles homonymes, voir Stadnik.
Yana Stadnik (née le 20 janvier 1987 à Lviv (RSS d'Ukraine)) est une lutteuse libre britannique.

## Biographie
La lutteuse originaire d'Ukraine s'installe en Grande-Bretagne en février 2007. Yana Stadnik obtient une médaille d'argent aux Championnats d'Europe de lutte 2010 à Vilnius.
Elle est la sœur du lutteur ukrainien Andriy Stadnik et la belle-sœur de la lutteuse azerbaïdjanaise Mariya Stadnik.

## Palmarès

### Championnats d'Europe
- Médaille d'argent en catégorie des moins de 48 kg en 2013 à Tbilissi (Géorgie)
- Médaille d'argent en catégorie des moins de 48 kg aux Championnats d'Europe de lutte 2010 à Bakou